# Liste der Kulturgüter in Steinach
Die Liste der Kulturgüter in Steinach enthält alle Objekte in der Gemeinde Steinach im Kanton St. Gallen, die gemäss der Haager Konvention zum Schutz von Kulturgut bei bewaffneten Konflikten, dem Bundesgesetz vom 20. Juni 2014 über den Schutz der Kulturgüter bei bewaffneten Konflikten sowie der Verordnung vom 29. Oktober 2014 über den Schutz der Kulturgüter bei bewaffneten Konflikten unter Schutz stehen.
Objekte der Kategorie A sind im Gemeindegebiet nicht ausgewiesen, Objekte der Kategorie B sind vollständig in der Liste enthalten, Objekte der Kategorie C fehlen zurzeit (Stand: 1. Januar 2023).

## Kulturgüter
| Foto |                                                                                                 | Objekt                                                               | Kat. | Typ | Standort                           | Beschreibung |
| ---- | ----------------------------------------------------------------------------------------------- | -------------------------------------------------------------------- | ---- | --- | ---------------------------------- | ------------ |
| ja   | Datei hochladen · Wikidata zu Gredhaus (ehemaliges Kornhaus) mit Hafenanlagen (Q29786896)       | Gredhaus (ehemaliges Kornhaus) mit Hafenanlagen KGS-Nr.: 08366       | A    | G   | Seestrasse 15 750960 / 263480      |              |
| BW   | Datei hochladen · Wikidata zu Steinerburg, mittelalterliche Burgruine (Q1433803)                | Steinerburg, mittelalterliche Burgruine KGS-Nr.: 08365               | B    | F   | Burgstrasse 749920 / 261310        |              |
| ja   | Datei hochladen · Wikidata zu Katholische Kirche St. Jakobus der Ältere und Andreas (Q29786898) | Katholische Kirche St. Jakobus der Ältere und Andreas KGS-Nr.: 08367 | B    | G   | Hauptstrasse 38a.1 750800 / 263240 |              |
| BW   | Datei hochladen · Wikidata zu Lanterhaus (Q29786900)                                            | Lanterhaus KGS-Nr.: 14077                                            | B    | G   | Seestrasse 4 750796 / 263482       |              |